# Muchowiec
Muchowiec (niem. Muchowietz) – część Katowic, położona na terenie dwóch dzielnic, częściowo rozgraniczonych przez biegnącą pośrodku dzielnicy ulicę Francuską: Brynów część wschodnia-Osiedle Zgrzebnioka i Osiedle Paderewskiego-Muchowiec.
Początki Muchowca jako przysiółka Katowic sięgają XVII wieku, zaś obecnie stanowi on w główniej mierze obszar rekreacyjny dzięki znajdującemu się na jego terenie Katowickiemu Parkowi Leśnemu i części Doliny Trzech Stawów. Znajduje się tu też powstałe w okresie dwudziestolecia międzywojennego lotnisko Katowice-Muchowiec.

## Historia

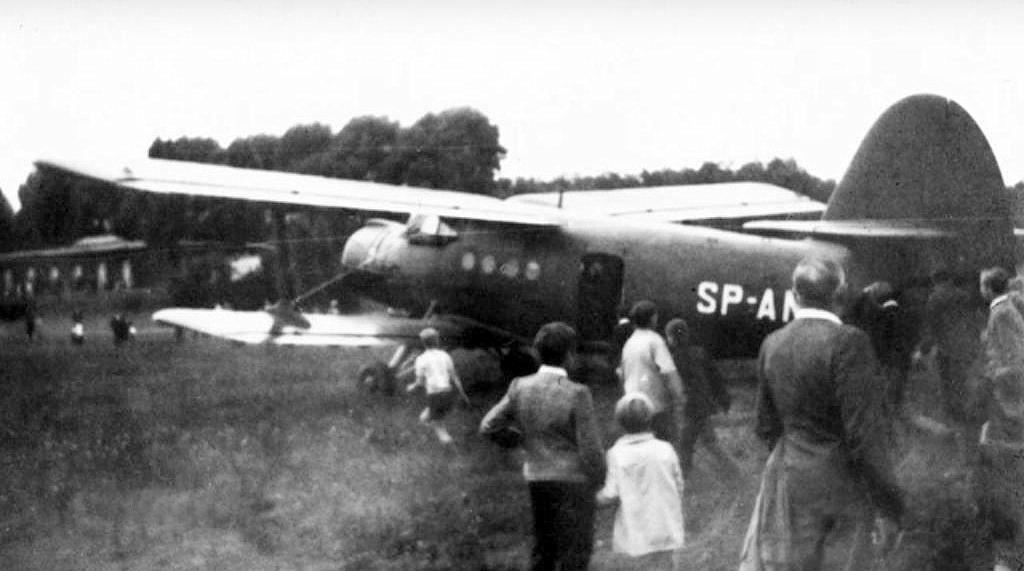
Fragment lotniska Katowice-Muchowiec w 1965 roku

Już przed powstaniem Muchowca istniała w przeszłości wieś Jaźwce, wzmiankowana jako opuszczona w dokumencie zakupu ziemi pszczyńskiej z 15 lutego 1517 roku. Później na tym terenie wyrósł las. Początki samego zaś Muchowca sięgają XVII wieku – powstał on wówczas jako przysiółek Katowic. Nazwa Muchowiec pochodzi od legendarnego osadnika o nazwisku Mucha, który miał na tych terenach dom i łąkę. Na przełomie XIX i XX wieku, w rejonie dzisiejszych ulic: Francuskiej i Ceglanej powstała osada domów dla pracowników pobliskiej cegielni, zaś pod koniec XIX wieku myśliwski zamek. W grudniu 1885 roku na Muchowcu mieszkało łącznie 6 osób. 
Od początku XX wieku Muchowiec zaczął stawać się miejscem wypoczynku i rekreacji miejskiej ludności Katowic. W zameczku zaś powstała restauracja. Dnia 1 lipca 1907 roku na terenach obszaru dworskiego Mysłowice-Zamek powołano obszar dworski Giszowiec, zaś w 1 kwietnia 1909 roku pomiędzy obszarem dworskim Katowice-Zamek a obszarem Giszowiec dokonano korekt granicznych, przekazując tereny obecnej Doliny Trzech Stawów i muchowieckiego lotniska do katowickiego obszaru dworskiego. Dnia 30 czerwca 1924 roku wszystkie obszary dworskie w powiecie katowickim zlikwidowano, z czego obszar dworski Katowice-Zamek, w którym znajdował się Muchowiec, dzień później włączono do miasta Katowice. W latach 20. XX wieku z inicjatywy Ligi Obrony Powietrznej i Przeciwgazowej wybudowano tu lotnisko Katowice-Muchowiec, a w 1926 roku uruchomiono linię lotniczą Katowice – Warszawa. Poza tym kierunkiem, samoloty z Muchowca latały w czasach międzywojennych do Krakowa, Poznania, Wiednia i Brna. Na początku II wojny światowej, 1 września 1939 roku Niemcy zbombardowały muchowieckie lotnisko.
Po II wojnie światowej, celem przesunięcia ruchu pociągów towarowych z centrum Katowic, w latach 50. XX wieku na Muchowcu powstała towarowa stacja rozrządowa. Z powodu szkód górniczych lotnisko w latach 60. XX wieku zostało zamknięte dla lotów pasażerskich – pozostało jedynie lotnisko sportowe, zarządzane obecnie przez Aeroklub Śląski. Na tym lotnisku w dniu 20 czerwca 1983 roku wylądował papież Jan Paweł II w ramach odbywającej się w tym czasie pielgrzymki do Polski. Wówczas na lotnisku papież odprawił mszę świętą z udziałem ok. miliona osób. W czerwcu 2013 roku na terenie Muchowca, w sąsiedztwie muchowieckiego lotniska rozpoczęto budowę osiedla Francuska Park, na którym zaplanowano łącznie 1 059 mieszkań. Autorem projektu osiedla jest Wojciech Wojciechowski. W latach 2015–2018 przy ulicy Francuskiej 182 powstał kompleks biurowy Muchowiec ActivePark.

## Charakterystyka

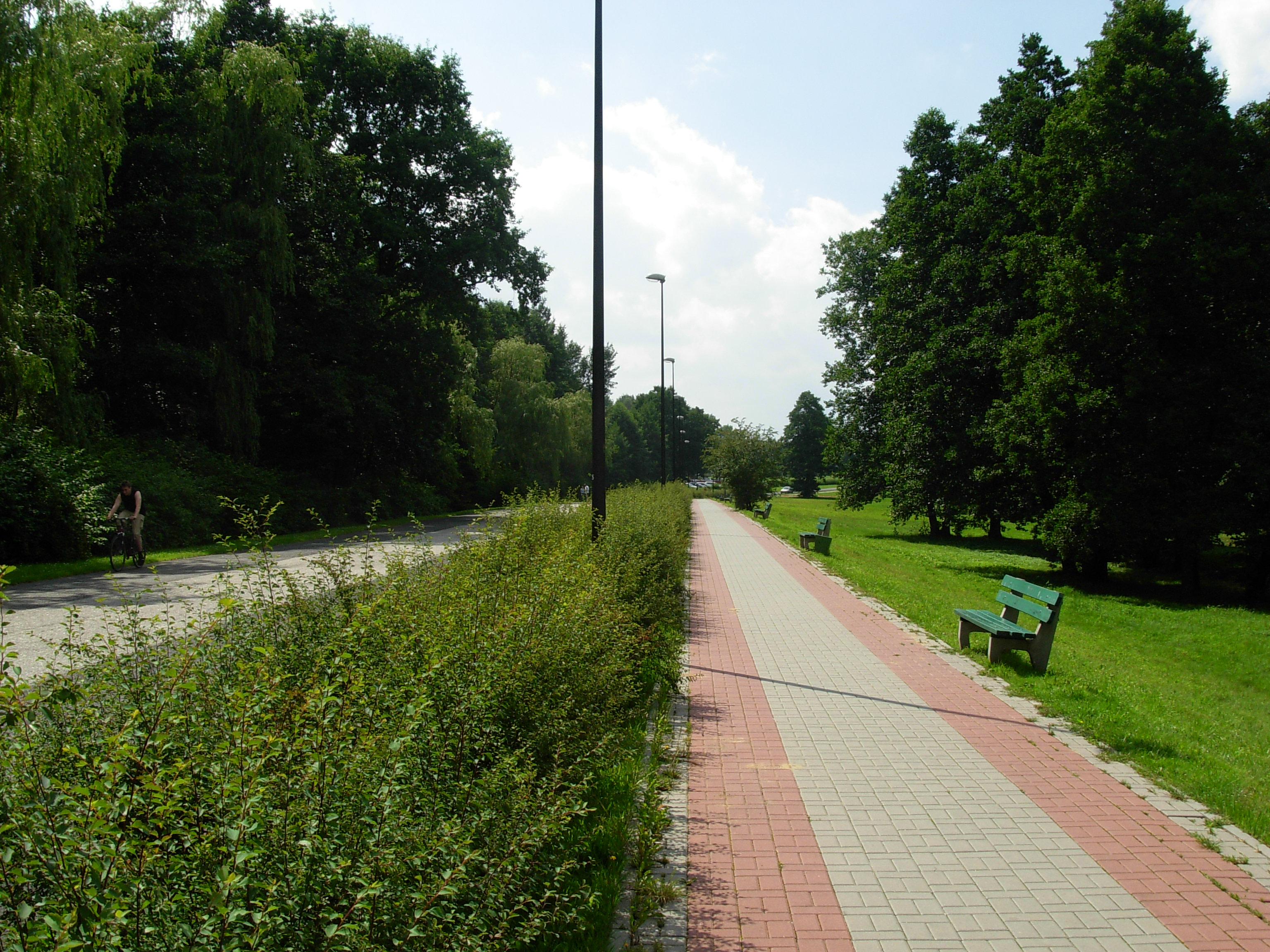
Fragment Katowickiego Parku Leśnego na Muchowcu

Muchowiec stanowi obszar słabo zurbanizowany, o rozproszonej zabudowie. W 2007 roku liczył on około 700 mieszkańców. Miejscowość ta z racji na rekreacyjny charakter jest miejscem koncentracji takich placówek jak: korty tenisowe, stajnie Katowickiego Klubu Jeździeckiego, park linowy czy obiekty gastronomiczne. Położony na Muchowcu Katowicki Park Leśny o łącznej powierzchni 284,67 ha stanowi największy obszarowo obszar zieleni urządzonej w granicach Katowic. Północna część parku obejmuje Dolinę Trzech Stawów. Na obszarze parku powstały alejki spacerowe, a także zagospodarowane trawniki, natomiast leśne obszary parku stanowią tereny o podwyższonych wartościach przyrodniczych.
Do głównych dróg przebiegających przez Muchowiec należą ulice: 73 Pułku Piechoty, Francuska i Lotnisko, łączące Muchowiec z pozostałymi dzielnicami Katowic, a także m.in. z autostradą A4. Przy tych trzech ulicach znajdują się też przystanki autobusowe ZTM: Muchowiec 73 Pułku Piechoty [nż], Muchowiec Korty Pętla, Muchowiec Park, Muchowiec Droga do Lotniska oraz Osiedle Paderewskiego Trzy Stawy. Do muchowieckiej pętli dojeżdża linia nr 110, kursująca do Siemianowic Śląskich przez katowickie dzielnice i osiedla: os. I. Paderewskiego, Śródmieście, Dąb i Józefowiec. Na terenie Muchowca, w południowej części funkcjonowała zlikwidowana obecnie stacja towarowa Katowice Muchowiec, przez którą przechodziło kilka linii towarowych: 652, 653, 655, 657, 706 i 707. Na Muchowcu działa cywilne lotnisko miejskie Katowice-Muchowiec, które obsługuje samoloty sportowe i ruch biznesowy. Lotnisko te o kodzie EPKM wyposażone jest w trzy drogi startowe, w tym jedną nieczynną betonową. Użytkownikiem lotniska jest Aeroklub Śląski.